# Minh Lý Đạo
Minh Lý Đạo (明理道) hay Đạo Minh Lý, nói tắt là Minh Lý, là một Chi trong Ngũ chi Minh đạo, có liên quan tới cả Minh Sư Đạo và Đạo Cao Đài. Đạo ra đời lấy Tam giáo làm tôn chỉ, dung hòa các tín ngưỡng, thực hiện cơ tận độ trong buổi hạ nguơn, tiếp tục và hoàn thành sứ mạng cho Chánh pháp để hướng dẫn nhơn sanh tự tu, tự độ tránh khỏi sanh tử khổ đau, thực hiện lòng từ bi, bác ái, bình đẳng xây dựng xã hội hoà bình, an lạc.

## Tên gọi
Minh Lý Đạo, trong đó, Minh có nghĩa là thông hiểu nhận biết rõ ràng. Lý là lẽ phải tuyệt đối. Minh Lý là thông hiểu đến sự tuyệt đối đạt tới lẽ phải mà thành đạo.
| “ | Minh khai tường Đại đạo, Lý hiểu đạt thâm uyên Minh chánh giáo, đạo truyền thiện hạnh, Lý trực đàm, đức hoá cường ngôn. | ” |

## Quá trình phát triển
Đầu những năm 1920, một nhóm người ở Sài Gòn đã tập trung và cùng nghiên cứu, tìm hiểu về giáo lý của tam giáo: Thích – Lão – Nho. Trong đó, Âu Kiệt Lâm, pháp danh Minh Chánh cùng một số thân hữu mua sách từ Pháp nghiên cứu về nhân điện. Đến năm 1924, những người đó đã giác ngộ chơn lý của đạo và sáng lập tôn giáo lấy tên là Minh Lý đạo.
Sáu vị chức sắc khai đạo Minh lý gồm có ông Âu Kiệt Lâm, pháp danh Minh Chánh; ông Nguyễn Văn Xưng, pháp danh Minh Giáo; ông Nguyễn Văn Đề, pháp danh Minh Đạo; ông Lê Văn Ngọc, pháp danh Minh Truyền; ông Nguyễn Văn Miết, pháp danh Minh Thiện; ông Võ Văn Thạnh, pháp danh Minh Trực…
Quá trình khai đạo, Minh Lý đạo đã được các vị chức sắc xây dựng và hoàn thiện hệ thống tổ chức, có chức sắc, tín đồ, có giáo lý, giáo luật, kinh sách phục vụ cho tín đồ, môn sanh tu hành. Giai đoạn từ tháng 9 năm 1925 đến tháng 2 năm 1927, chùa Linh Sơn ở đường Cô Giang được Minh Lý đạo tạm mượn để làm nơi tụng kinh Sám hối vào các ngày 14 vào 30 âm lịch. Đồng thời, Để có nơi thờ các đấng thiêng liêng, các vị chức sắc Minh Lý đạo tiến hành xây dựng chùa.
Ngày 3 tháng 1 năm 1926, Đức Diêu Trì Kim Mẫu ban cho chữ hiệu của chùa là "Tam Tông miếu". Chùa được xây dựng trên phần đất do Ông Trần Kim Ký đã hiến và được bà Ba Ngỡi, bà Huỳnh Thị Ngôn cùng một số vị khác ủng hộ về tài chính.
Ngày 9 tháng 9 năm 1926, làm lễ khởi công chùa, đến ngày 2 tháng 2 năm 1927, Tam Tông miếu hoàn thành. Chùa đã qua hai đợt sửa chữa, trùng tu vào các năm 1941 và năm 1957.
Giai đoạn năm 1941 đến năm 1965, Minh Lý đạo trong cơ khảo đạo. Chư môn sanh phải tự tu học, cơ đạo chinh nghiêng, một số đạo hữu nản lòng tu hành. Từ năm 1965 đến năm 1975, đây là thời kỳ khai cơ giáo pháp. Minh Lý đạo đã hoàn thiện về tổ chức, hình thành Hội thánh và hoàn chỉnh bộ kinh "Minh Lý chơn giải" để bổ túc cho cuốn "Minh Lý học thuyết". 
Từ sau hoà bình đến nay, Minh Lý đạo tiếp tục lập trường thuần tuý tu hành, đem đạo độ đời theo tôn chỉ dung hoà tín ngưỡng, mở rộng tình thương nhằm hoằng dương chánh pháp, phục vụ nhơn sanh đến giác ngộ, giải thoát. Hiện nay Tổng Lý Minh Lý Đạo là đạo trưởng Tường Định Lê Chơn Huệ. Trụ trì chùa Tam Tông Miếu là đạo trưởng Đại Bác.